# Oekraïense presidentsverkiezingen 2014
De Oekraïense presidentsverkiezingen van 2014 werden op 25 mei gehouden volgend op een besluit van de Verchovna Rada nadat tijdens Euromaidan in Kiev zich in februari 2014 een revolutie voltrok die de regering van Viktor Janoekovytsj ten val bracht. Van 23 februari tot 25 mei nam Oleksandr Toertsjynov het presidentschap van Oekraïne waar, terwijl de op 27 februari aangetreden regering-Jatsenjoek I tijdelijk het landsbestuur op zich nam.

## Kandidaten
Kandidaten konden zich aanmelden tot en met 30 maart 2014 en dienden daarbij omgerekend zo'n 200.000 euro te betalen als onderpand. In totaal hadden zo'n 15 belangstellenden zich verkiesbaar gesteld.

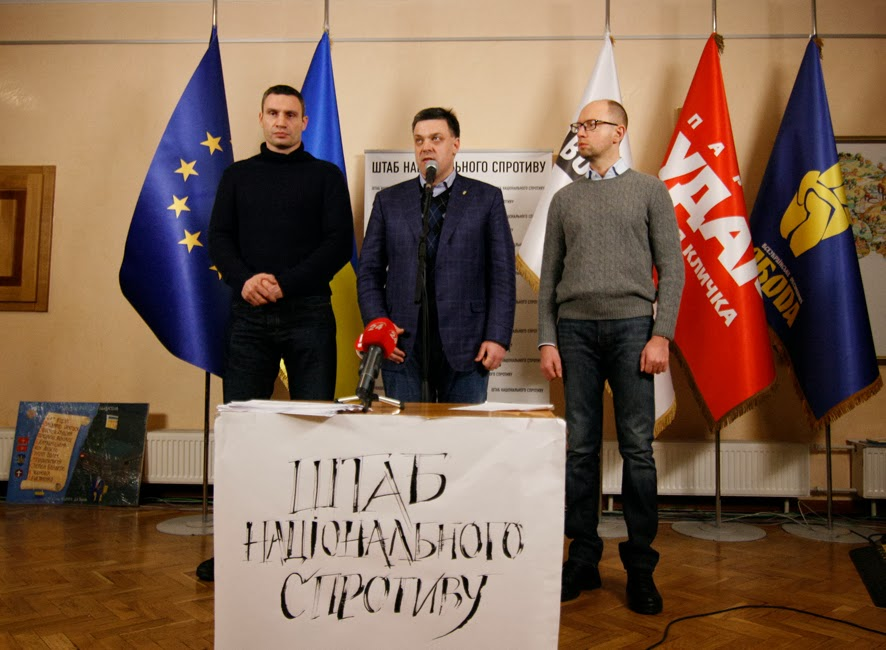
De drie oppositieleiders Klytsjko, Tjahnybok en Jatsenjoek op een gezamenlijke persconferentie op 8 december 2013.

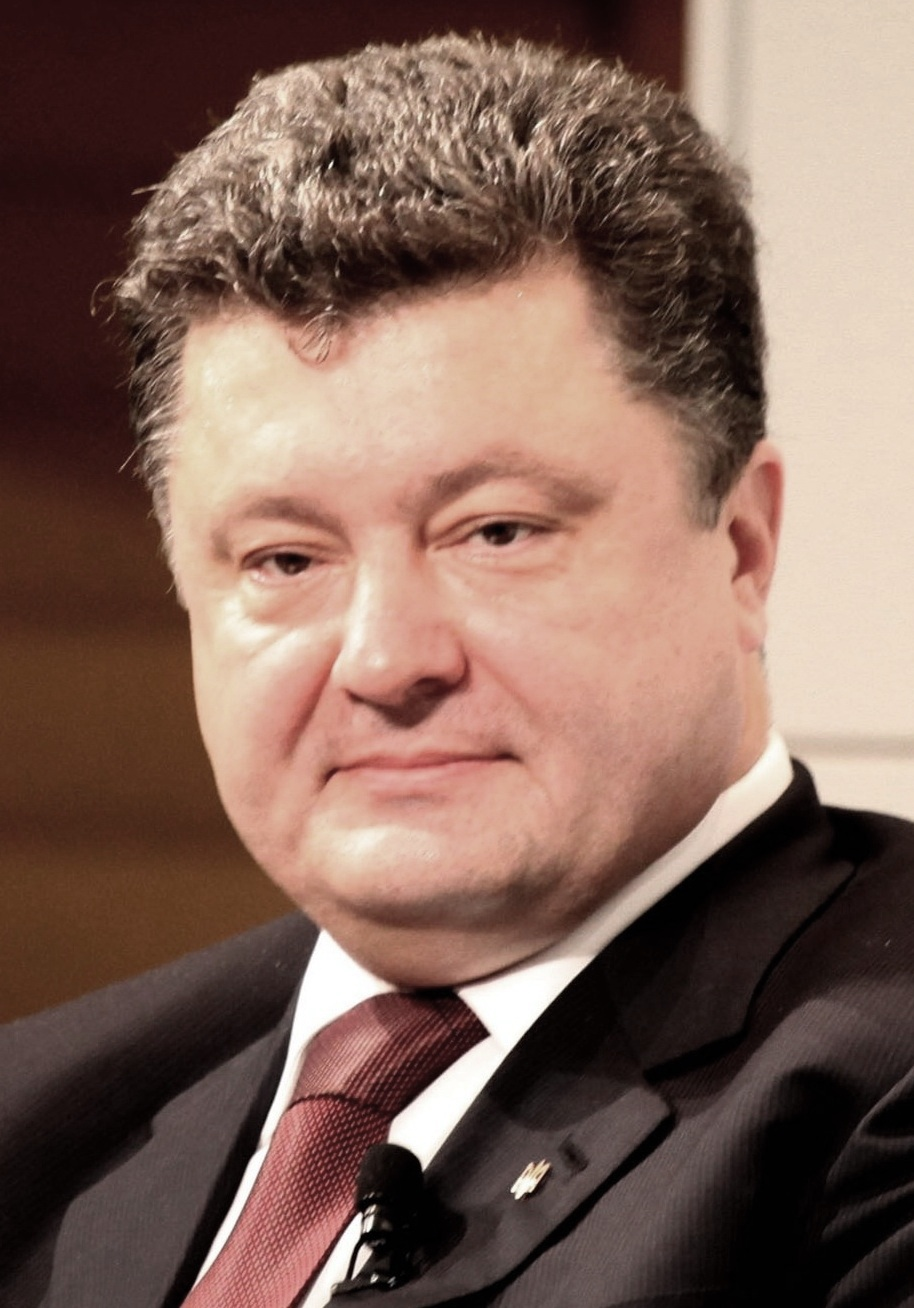
Winnaar Petro Porosjenko.

In mei 2013 kwamen de Vaderlandpartij, Oedar en Svoboda overeen dat zij hun plannen tijdens de presidentiële campagne zouden coördineren en beloofden "de kandidaat die van deze partijen de tweede stemronde bereikt te steunen." Mochten de verkiezingen door een wetsvoorstel van Janoekovytsj slechts één stemronde duren, dan zouden de drie partijen één gezamenlijke kandidaat naar voren schuiven. Dit is uiteindelijk niet gebeurd.
- Joelia Tymosjenko van de Vaderlandpartij liet meteen na haar vrijlating uit gevangenschap op 22 februari 2014 weten dat zij, net als in 2010, wilde kandideren.[8] De dagen erna deden tegenstrijdige berichten de ronde, maar op 26 februari bevestigde ze haar intenties in een gesprek met Klytsjko. Zijn partij ijverde lang voor de vrijlating van oud-premier Tymosjenko, maar hij reageerde met gemengde gevoelens op haar aankondiging dat zij ook een gooi zou doen naar het presidentschap. Dit zal de twee populaire oppositieleiders, die samen tegen Janoekovytsj ageerden, tegenover elkaar plaatsen: "Het zal een raar gezicht zijn dat leden van de oppositie elkaar moeten beconcurreren", zei Klytsjko.[9] Tot Tymosjenko's vrijlating was Arseni Jatsenjoek (sinds 27 februari 2014 interim-premier) de plaatsvervangende presidentskandidaat voor de Vaderlandpartij.[10] Tymosjenko gaf aan voor een derde premierschap te bedanken en alleen president te willen worden.[11]
- Petro Porosjenko is een invloedrijke zakenman en oud-minister die als partijloze kandidaat heeft deelgenomen.[5][11] Hij is een belangrijk figuur binnen de Oekraïense zakenelite, wiens steun belangrijk is tijdens iedere presidentiële campagne.[12] Hij kreeg de steun van Vitali Klytsjko, die zich terugtrok. Deskundigen voorspelden dat de strijd vooral tussen hem en Tymosjenko zou gaan.[5]
- Oleh Tjahnybok van Svoboda werd genoemd als mogelijke kandidaat, maar de verwachting was dat hij niet zou winnen.[13] Eind maart bevestigde hij zijn kandidatuur.[5]
- Mychajlo Dobkin had zich eind maart verkiesbaar gesteld namens de Partij van de Regio's.[5]

### Afgevallen
- Viktor Janoekovytsj, de gevluchte en afgezette president, verklaarde op 28 februari in zijn persconferentie in Rostov aan de Don: "Wat betreft de verkiezingen van 25 mei: ik geloof dat ze onwettig zijn en ik zal er niet aan meedoen".[14]
- Er werd gespeculeerd dat Serhij Tihipko in plaats van Janoekovytsj zou kandideren voor de Partij van de Regio's,[15] maar Mychajlo Dobkin had die plaats ingenomen sinds eind maart.[5]
- Vitali Klytsjko van Oedar maakte in oktober 2013 bekend dat hij zich de volgende verkiezingen kandidaat zou stellen voor het presidentschap.[16] Op 25 februari 2014 bevestigde hij dit: "Ik doe mee omdat ik geloof dat de regels van hoe het spel in Oekraïne wordt gespeeld, moeten worden veranderd."[4] Eind maart trok hij zich echter terug en sprak zijn steun uit voor Porosjenko.[5]

## Uitslag

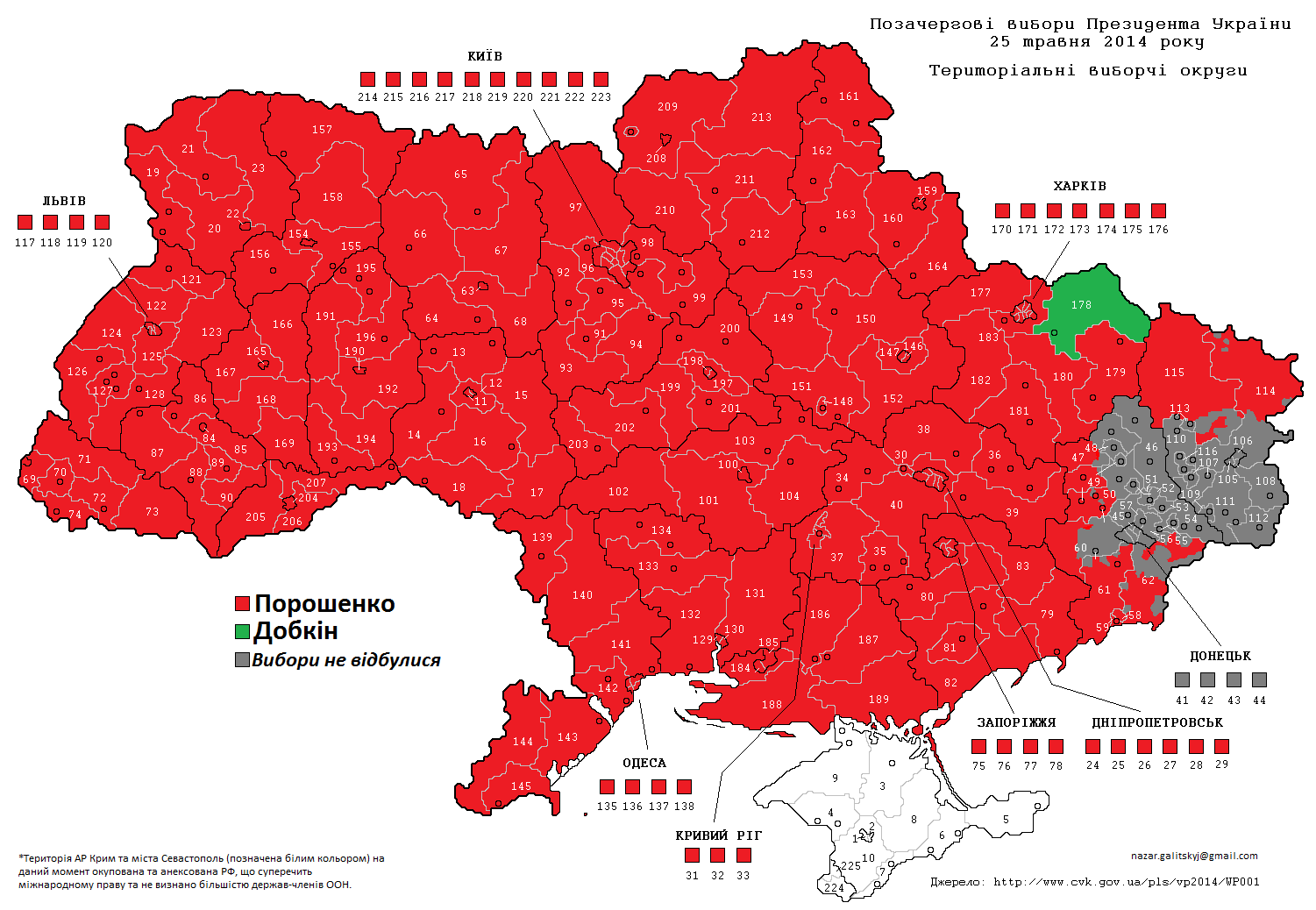
Winnaar per district:
Petro Porosjenko
Mychajlo Dobkin
Krim (geen verkiezingen)
Oost-Oekraïne (verkiezingen verhinderd)

Volgens de stembuspeilingen won Porosjenko de eerste ronde met een absolute meerderheid van ca. 56%, waarmee een tweede ronde overbodig werd. Tymosjenko, die ongeveer 12% haalde, erkende meteen haar nederlaag, sprak haar vertrouwen in Porosjenko uit en zei dat de verkiezingen 'eerlijk en schoon' waren verlopen ondanks de zware sociaal-economische en politiek-militaire toestanden van het land, vooral in Oost-Oekraïne. Waarnemers van de OVSE bevestigden dat de verkiezingen transparant en in 98% van de stemlokalen zonder klachten verliepen, al kon er in tien van de twaalf districten van Loehansk en in veertien van de 22 districten van Donetsk niet worden gestemd doordat gewapende pro-Russische rebellen dit verhinderden. Op de Krim konden door de Russische annexatie geen verkiezingen worden georganiseerd.